# Schieß-Europameisterschaften 10 Meter 2019
Die 48. ISSF Schieß-Europameisterschaften 10 Meter 2019, fanden vom 16. bis 25. März 2019 in Osijek, Kroatien für die Disziplinen Gewehr und Pistole auf die 10-Meter-Distanz statt. Es nahmen 582 Juniorinnen, Junioren und Erwachsene aus insgesamt 47 Nationen an den 33 Disziplinen teil.

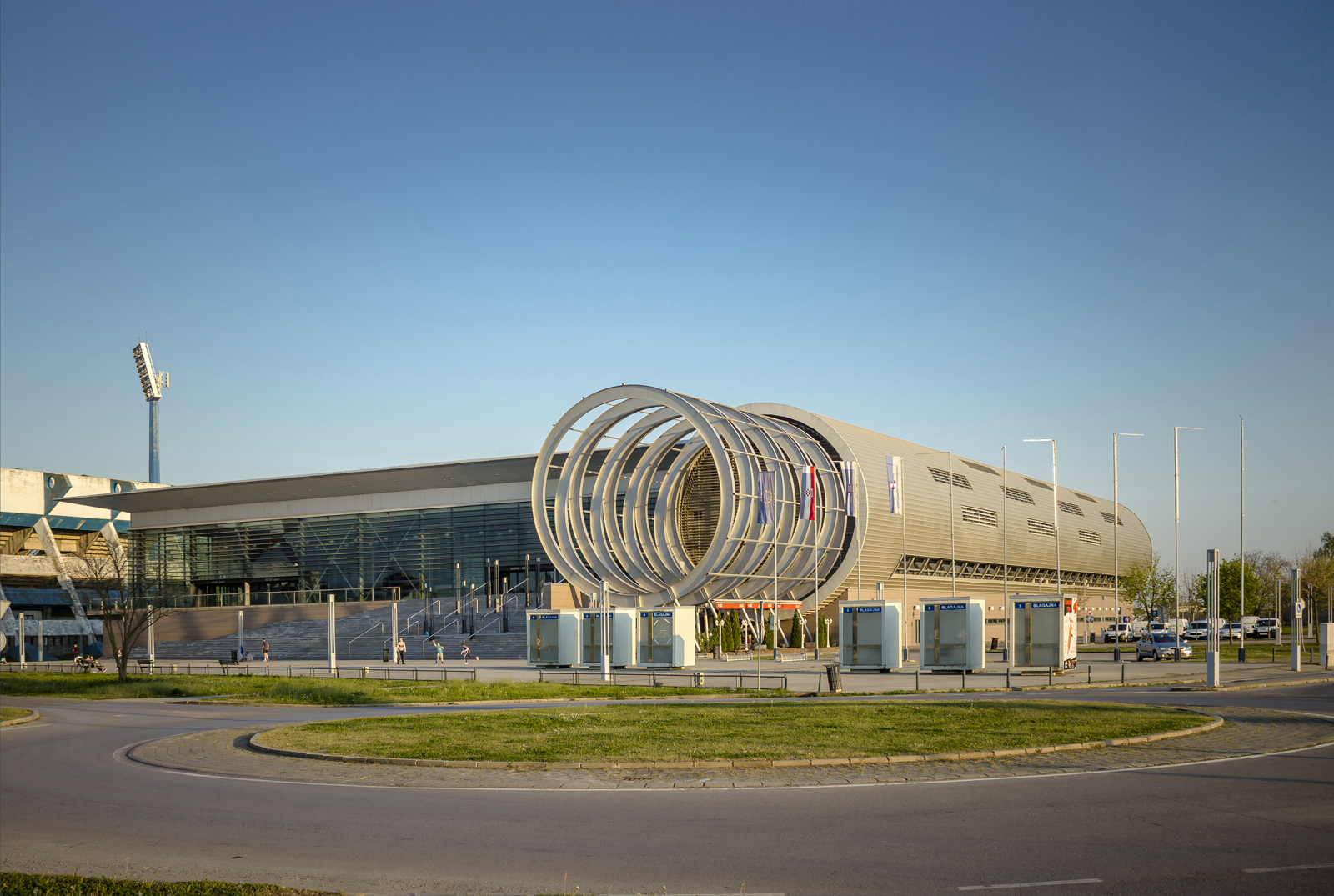
Der Veranstaltungsort der Europameisterschaften: die Sports hall Gradski Vrt in Osijek

## Ergebnisse

### Erwachsene

#### Gewehr

##### Männer
| 10 m Luftgewehr | 10 m Luftgewehr | 10 m Luftgewehr      | 10 m Luftgewehr | 10 m Luftgewehr | 10 m Luftgewehr | 10 m Luftgewehr  | 10 m Luftgewehr |
| Nr.             | Wettbewerb      | Gold                 | Gold            | Silber          | Silber          | Bronze           | Bronze          |
| --------------- | --------------- | -------------------- | --------------- | --------------- | --------------- | ---------------- | --------------- |
| 1               | Osijek          | Vladimir Maslennikov | --              | Brian Baudouin  | --              | Evgeny Panchenko | --              |

| 10 m Luftgewehr, Team | 10 m Luftgewehr, Team | 10 m Luftgewehr, Team                                           | 10 m Luftgewehr, Team | 10 m Luftgewehr, Team                                   | 10 m Luftgewehr, Team | 10 m Luftgewehr, Team                      | 10 m Luftgewehr, Team |
| Nr.                   | Wettbewerb            | Gold                                                            | Gold                  | Silber                                                  | Silber                | Bronze                                     | Bronze                |
| --------------------- | --------------------- | --------------------------------------------------------------- | --------------------- | ------------------------------------------------------- | --------------------- | ------------------------------------------ | --------------------- |
| 1                     | Osijek                | RusslandVladimir Maslennikov Evgeny Panchenko Alexander Drjagin | --                    | SerbienLazar Kovačević Milutin Stefanović Milenko Sebić | --                    | UngarnIstván Péni Péter Sidi Peter Somogyi | --                    |

##### Frauen
| 10 m Luftgewehr | 10 m Luftgewehr | 10 m Luftgewehr      | 10 m Luftgewehr | 10 m Luftgewehr | 10 m Luftgewehr | 10 m Luftgewehr | 10 m Luftgewehr |
| Nr.             | Wettbewerb      | Gold                 | Gold            | Silber          | Silber          | Bronze          | Bronze          |
| --------------- | --------------- | -------------------- | --------------- | --------------- | --------------- | --------------- | --------------- |
| 1               | Osijek          | Laura-Georgeta Coman | --              | Nina Christen   | --              | Franziska Peer  | --              |

| 10 m Luftgewehr, Team | 10 m Luftgewehr, Team | 10 m Luftgewehr, Team                                     | 10 m Luftgewehr, Team | 10 m Luftgewehr, Team                                     | 10 m Luftgewehr, Team | 10 m Luftgewehr, Team                                 | 10 m Luftgewehr, Team |
| Nr.                   | Wettbewerb            | Gold                                                      | Gold                  | Silber                                                    | Silber                | Bronze                                                | Bronze                |
| --------------------- | --------------------- | --------------------------------------------------------- | --------------------- | --------------------------------------------------------- | --------------------- | ----------------------------------------------------- | --------------------- |
| 1                     | Osijek                | RusslandYulia Karimova Anastasiia Galashina Daria Vdovina | --                    | ItalienPetra Zublasing Alessandra Luciani Martina Ziviani | --                    | RumänienLaura-Georgeta Coman Roxana Sidi Eliza Molnar | --                    |

##### Mixed
| 10 m Luftgewehr | 10 m Luftgewehr | 10 m Luftgewehr                           | 10 m Luftgewehr | 10 m Luftgewehr               | 10 m Luftgewehr | 10 m Luftgewehr           | 10 m Luftgewehr |
| Nr.             | Wettbewerb      | Gold                                      | Gold            | Silber                        | Silber          | Bronze                    | Bronze          |
| --------------- | --------------- | ----------------------------------------- | --------------- | ----------------------------- | --------------- | ------------------------- | --------------- |
| 1               | Osijek          | Anastasiia Galashina Vladimir Maslennikov | --              | Petra Zublasing Marco Suppini | --              | Julia Simon Julian Justus | --              |

#### Pistole

##### Männer
| 10 m Luftpistole | 10 m Luftpistole | 10 m Luftpistole  | 10 m Luftpistole | 10 m Luftpistole | 10 m Luftpistole | 10 m Luftpistole  | 10 m Luftpistole |
| Nr.              | Wettbewerb       | Gold              | Gold             | Silber           | Silber           | Bronze            | Bronze           |
| ---------------- | ---------------- | ----------------- | ---------------- | ---------------- | ---------------- | ----------------- | ---------------- |
| 1                | Osijek           | Pawlo Korostyljow | --               | Damir Mikec      | --               | Giuseppe Giordano | --               |

| 10 m Luftpistole, Team | 10 m Luftpistole, Team | 10 m Luftpistole, Team                                 | 10 m Luftpistole, Team | 10 m Luftpistole, Team                                  | 10 m Luftpistole, Team | 10 m Luftpistole, Team                                         | 10 m Luftpistole, Team |
| Nr.                    | Wettbewerb             | Gold                                                   | Gold                   | Silber                                                  | Silber                 | Bronze                                                         | Bronze                 |
| ---------------------- | ---------------------- | ------------------------------------------------------ | ---------------------- | ------------------------------------------------------- | ---------------------- | -------------------------------------------------------------- | ---------------------- |
| 1                      | Osijek                 | ItalienGiuseppe Giordano Paolo Monna Alessio Torracchi | --                     | UkrainePawlo Korostyljow Oleh Omelchuk Denys Kuschnirow | --                     | RusslandArtjom Tschernoussow Wadim Muchametjanow Nikolai Kilin | --                     |

##### Frauen
| 10 m Luftpistole | 10 m Luftpistole | 10 m Luftpistole | 10 m Luftpistole | 10 m Luftpistole | 10 m Luftpistole | 10 m Luftpistole | 10 m Luftpistole |
| Nr.              | Wettbewerb       | Gold             | Gold             | Silber           | Silber           | Bronze           | Bronze           |
| ---------------- | ---------------- | ---------------- | ---------------- | ---------------- | ---------------- | ---------------- | ---------------- |
| 1                | Osijek           | Klaudia Breś     | --               | Anna Korakaki    | --               | Veronika Major   | --               |

| 10 m Luftpistole, Team | 10 m Luftpistole, Team | 10 m Luftpistole, Team                                 | 10 m Luftpistole, Team | 10 m Luftpistole, Team                                  | 10 m Luftpistole, Team | 10 m Luftpistole, Team                                                 | 10 m Luftpistole, Team |
| Nr.                    | Wettbewerb             | Gold                                                   | Gold                   | Silber                                                  | Silber                 | Bronze                                                                 | Bronze                 |
| ---------------------- | ---------------------- | ------------------------------------------------------ | ---------------------- | ------------------------------------------------------- | ---------------------- | ---------------------------------------------------------------------- | ---------------------- |
| 1                      | Osijek                 | DeutschlandSandra Reitz Monika Karsch Doreen Vennekamp | --                     | UkraineOlena Kostevych Hanna Levkovska Polina Konarieva | --                     | RusslandSvetlana Medvedeva Vitalina Batsarashkina Ekaterina Korshunova | --                     |

##### Mixed
| 10 m Luftpistole | 10 m Luftpistole | 10 m Luftpistole              | 10 m Luftpistole | 10 m Luftpistole                        | 10 m Luftpistole | 10 m Luftpistole            | 10 m Luftpistole |
| Nr.              | Wettbewerb       | Gold                          | Gold             | Silber                                  | Silber           | Bronze                      | Bronze           |
| ---------------- | ---------------- | ----------------------------- | ---------------- | --------------------------------------- | ---------------- | --------------------------- | ---------------- |
| 1                | Osijek           | Olena Kostevych Oleh Omelchuk | --               | Vitalina Batsarashkina Artem Chernousov | --               | Zorana Arunović Damir Mikec | --               |

#### Laufende Scheibe

##### Männer
| 10 m laufende Scheibe | 10 m laufende Scheibe | 10 m laufende Scheibe    | 10 m laufende Scheibe | 10 m laufende Scheibe | 10 m laufende Scheibe | 10 m laufende Scheibe | 10 m laufende Scheibe |
| Nr.                   | Wettbewerb            | Gold                     | Gold                  | Silber                | Silber                | Bronze                | Bronze                |
| --------------------- | --------------------- | ------------------------ | --------------------- | --------------------- | --------------------- | --------------------- | --------------------- |
| 1                     | Osijek                | Wladislaw Prjanischnikow | --                    | Aleksandr Blinov      | --                    | Ihor Kizyma           | --                    |

| 10 m laufende Scheibe Mixed | 10 m laufende Scheibe Mixed | 10 m laufende Scheibe Mixed | 10 m laufende Scheibe Mixed | 10 m laufende Scheibe Mixed | 10 m laufende Scheibe Mixed | 10 m laufende Scheibe Mixed | 10 m laufende Scheibe Mixed |
| Nr.                         | Wettbewerb                  | Gold                        | Gold                        | Silber                      | Silber                      | Bronze                      | Bronze                      |
| --------------------------- | --------------------------- | --------------------------- | --------------------------- | --------------------------- | --------------------------- | --------------------------- | --------------------------- |
| 1                           | Osijek                      | Krister Holmberg            | --                          | Jonáš Bedřich               | --                          | Wladislaw Prjanischnikow    | --                          |

| 10 m laufende Scheibe, Team | 10 m laufende Scheibe, Team | 10 m laufende Scheibe, Team                                      | 10 m laufende Scheibe, Team | 10 m laufende Scheibe, Team                            | 10 m laufende Scheibe, Team | 10 m laufende Scheibe, Team                                 | 10 m laufende Scheibe, Team |
| Nr.                         | Wettbewerb                  | Gold                                                             | Gold                        | Silber                                                 | Silber                      | Bronze                                                      | Bronze                      |
| --------------------------- | --------------------------- | ---------------------------------------------------------------- | --------------------------- | ------------------------------------------------------ | --------------------------- | ----------------------------------------------------------- | --------------------------- |
| 1                           | Osijek                      | RusslandMaxim Stepanov Wladislaw Prjanischnikow Aleksandr Blinov | --                          | SchwedenEmil Martinsson Jesper Nyberg Niklas Bergström | --                          | FinnlandHeikki Lahdekorpi Krister Holmberg Niklas Hyvärinen | --                          |

| 10 m laufende Scheibe Mixed, Team | 10 m laufende Scheibe Mixed, Team | 10 m laufende Scheibe Mixed, Team                      | 10 m laufende Scheibe Mixed, Team | 10 m laufende Scheibe Mixed, Team                           | 10 m laufende Scheibe Mixed, Team | 10 m laufende Scheibe Mixed, Team                                | 10 m laufende Scheibe Mixed, Team |
| Nr.                               | Wettbewerb                        | Gold                                                   | Gold                              | Silber                                                      | Silber                            | Bronze                                                           | Bronze                            |
| --------------------------------- | --------------------------------- | ------------------------------------------------------ | --------------------------------- | ----------------------------------------------------------- | --------------------------------- | ---------------------------------------------------------------- | --------------------------------- |
| 1                                 | Osijek                            | SchwedenJesper Nyberg Emil Martinsson Niklas Bergström | --                                | FinnlandKrister Holmberg Niklas Hyvärinen Heikki Lahdekorpi | --                                | RusslandWladislaw Prjanischnikow Maxim Stepanov Aleksandr Blinov | --                                |

##### Frauen
| 10 m laufende Scheibe | 10 m laufende Scheibe | 10 m laufende Scheibe | 10 m laufende Scheibe | 10 m laufende Scheibe | 10 m laufende Scheibe | 10 m laufende Scheibe | 10 m laufende Scheibe |
| Nr.                   | Wettbewerb            | Gold                  | Gold                  | Silber                | Silber                | Bronze                | Bronze                |
| --------------------- | --------------------- | --------------------- | --------------------- | --------------------- | --------------------- | --------------------- | --------------------- |
| 1                     | Osijek                | Julia Eydenzon        | --                    | Halyna Avramenko      | --                    | Olga Stepanova        | --                    |

| 10 m laufende Scheibe Mixed | 10 m laufende Scheibe Mixed | 10 m laufende Scheibe Mixed | 10 m laufende Scheibe Mixed | 10 m laufende Scheibe Mixed | 10 m laufende Scheibe Mixed | 10 m laufende Scheibe Mixed | 10 m laufende Scheibe Mixed |
| Nr.                         | Wettbewerb                  | Gold                        | Gold                        | Silber                      | Silber                      | Bronze                      | Bronze                      |
| --------------------------- | --------------------------- | --------------------------- | --------------------------- | --------------------------- | --------------------------- | --------------------------- | --------------------------- |
| 1                           | Osijek                      | Halyna Avramenko            | --                          | Olga Stepanova              | --                          | Julia Eydenzon              | --                          |

| 10 m laufende Scheibe, Team | 10 m laufende Scheibe, Team | 10 m laufende Scheibe, Team                           | 10 m laufende Scheibe, Team | 10 m laufende Scheibe, Team                                       | 10 m laufende Scheibe, Team | 10 m laufende Scheibe, Team                                 | 10 m laufende Scheibe, Team |
| Nr.                         | Wettbewerb                  | Gold                                                  | Gold                        | Silber                                                            | Silber                      | Bronze                                                      | Bronze                      |
| --------------------------- | --------------------------- | ----------------------------------------------------- | --------------------------- | ----------------------------------------------------------------- | --------------------------- | ----------------------------------------------------------- | --------------------------- |
| 1                           | Osijek                      | RusslandOlga Stepanova Julia Eydenzon Irina Izmalkova | --                          | UkraineHalyna Avramenko Viktoriya Rybovalova Valentyna Honcharova | --                          | ArmenienLilit Mkrtchyan Gohar Harutyunyan Arusyak Grigoryan | --                          |

| 10 m laufende Scheibe Mixed, Team | 10 m laufende Scheibe Mixed, Team | 10 m laufende Scheibe Mixed, Team                     | 10 m laufende Scheibe Mixed, Team | 10 m laufende Scheibe Mixed, Team                                 | 10 m laufende Scheibe Mixed, Team | 10 m laufende Scheibe Mixed, Team                           | 10 m laufende Scheibe Mixed, Team |
| Nr.                               | Wettbewerb                        | Gold                                                  | Gold                              | Silber                                                            | Silber                            | Bronze                                                      | Bronze                            |
| --------------------------------- | --------------------------------- | ----------------------------------------------------- | --------------------------------- | ----------------------------------------------------------------- | --------------------------------- | ----------------------------------------------------------- | --------------------------------- |
| 1                                 | Osijek                            | RusslandOlga Stepanova Julia Eydenzon Irina Izmalkova | --                                | UkraineHalyna Avramenko Viktoriya Rybovalova Valentyna Honcharova | --                                | ArmenienLilit Mkrtchyan Gohar Harutyunyan Arusyak Grigoryan | --                                |

##### Mixed
| 10 m laufende Scheibe | 10 m laufende Scheibe | 10 m laufende Scheibe         | 10 m laufende Scheibe | 10 m laufende Scheibe        | 10 m laufende Scheibe | 10 m laufende Scheibe              | 10 m laufende Scheibe |
| Nr.                   | Wettbewerb            | Gold                          | Gold                  | Silber                       | Silber                | Bronze                             | Bronze                |
| --------------------- | --------------------- | ----------------------------- | --------------------- | ---------------------------- | --------------------- | ---------------------------------- | --------------------- |
| 1                     | Osijek                | Maxim Stepanov Olga Stepanova | --                    | Ihor Kizyma Halyna Avramenko | --                    | Kris Großheim Daniela Volgelbacher | --                    |

### Juniorinnen und Junioren

#### Gewehr

##### Junioren
| 10 m Luftgewehr | 10 m Luftgewehr | 10 m Luftgewehr | 10 m Luftgewehr | 10 m Luftgewehr | 10 m Luftgewehr | 10 m Luftgewehr         | 10 m Luftgewehr |
| Nr.             | Wettbewerb      | Gold            | Gold            | Silber          | Silber          | Bronze                  | Bronze          |
| --------------- | --------------- | --------------- | --------------- | --------------- | --------------- | ----------------------- | --------------- |
| 1               | Osijek          | Filip Nepejchal | --              | Zalán Pekler    | --              | Márton István Klenczner | --              |

| 10 m Luftgewehr, Team | 10 m Luftgewehr, Team | 10 m Luftgewehr, Team                                   | 10 m Luftgewehr, Team | 10 m Luftgewehr, Team                                          | 10 m Luftgewehr, Team | 10 m Luftgewehr, Team                                        | 10 m Luftgewehr, Team |
| Nr.                   | Wettbewerb            | Gold                                                    | Gold                  | Silber                                                         | Silber                | Bronze                                                       | Bronze                |
| --------------------- | --------------------- | ------------------------------------------------------- | --------------------- | -------------------------------------------------------------- | --------------------- | ------------------------------------------------------------ | --------------------- |
| 1                     | Osijek                | UngarnFerenc Török Márton István Klenczner Zalán Pekler | --                    | RusslandGrigorii Shamakov Alexander Vasilyev Denis Goncharenko | --                    | DeutschlandMax Frieder Braun Bastian Blos Maximilian Ulbrich | --                    |

##### Juniorinnen
| 10 m Luftgewehr | 10 m Luftgewehr | 10 m Luftgewehr                   | 10 m Luftgewehr | 10 m Luftgewehr | 10 m Luftgewehr | 10 m Luftgewehr | 10 m Luftgewehr |
| Nr.             | Wettbewerb      | Gold                              | Gold            | Silber          | Silber          | Bronze          | Bronze          |
| --------------- | --------------- | --------------------------------- | --------------- | --------------- | --------------- | --------------- | --------------- |
| 1               | Osijek          | Stephanie Laura Scurrah Grundsoee | --              | Anna Janßen     | --              | Océanne Muller  | --              |

| 10 m Luftgewehr, Team | 10 m Luftgewehr, Team | 10 m Luftgewehr, Team                                     | 10 m Luftgewehr, Team | 10 m Luftgewehr, Team                                                                       | 10 m Luftgewehr, Team | 10 m Luftgewehr, Team                                   | 10 m Luftgewehr, Team |
| Nr.                   | Wettbewerb            | Gold                                                      | Gold                  | Silber                                                                                      | Silber                | Bronze                                                  | Bronze                |
| --------------------- | --------------------- | --------------------------------------------------------- | --------------------- | ------------------------------------------------------------------------------------------- | --------------------- | ------------------------------------------------------- | --------------------- |
| 1                     | Osijek                | RusslandDaria Boldinova Polina Bolotkova Tatiana Kharkova | --                    | DänemarkStephanie Laura Scurrah Grundsoee Josefine Ostergaard Laursen Laerke Amby Fabricius | --                    | DeutschlandAnna Janßen Johanna Theresa Tripp Luca Marie | --                    |

##### Mixed
| 10 m Luftgewehr | 10 m Luftgewehr | 10 m Luftgewehr                    | 10 m Luftgewehr | 10 m Luftgewehr                | 10 m Luftgewehr | 10 m Luftgewehr                                         | 10 m Luftgewehr |
| Nr.             | Wettbewerb      | Gold                               | Gold            | Silber                         | Silber          | Bronze                                                  | Bronze          |
| --------------- | --------------- | ---------------------------------- | --------------- | ------------------------------ | --------------- | ------------------------------------------------------- | --------------- |
| 1               | Osijek          | Tatiana Kharkova Grigorii Shamakov | --              | Anna Janßen Maximilian Ulbrich | --              | Stephanie Laura Scurrah Grundsoee Mikkel Damholt Hansen | --              |

#### Pistole

##### Junioren
| 10 m Luftpistole | 10 m Luftpistole | 10 m Luftpistole  | 10 m Luftpistole | 10 m Luftpistole  | 10 m Luftpistole | 10 m Luftpistole | 10 m Luftpistole |
| Nr.              | Wettbewerb       | Gold              | Gold             | Silber            | Silber           | Bronze           | Bronze           |
| ---------------- | ---------------- | ----------------- | ---------------- | ----------------- | ---------------- | ---------------- | ---------------- |
| 1                | Osijek           | Anton Aristarchow | --               | Abdul-Aziz Kurdzi | --               | Robin Walter     | --               |

| 10 m Luftpistole, Team | 10 m Luftpistole, Team | 10 m Luftpistole, Team                              | 10 m Luftpistole, Team | 10 m Luftpistole, Team                                            | 10 m Luftpistole, Team | 10 m Luftpistole, Team                                     | 10 m Luftpistole, Team |
| Nr.                    | Wettbewerb             | Gold                                                | Gold                   | Silber                                                            | Silber                 | Bronze                                                     | Bronze                 |
| ---------------------- | ---------------------- | --------------------------------------------------- | ---------------------- | ----------------------------------------------------------------- | ---------------------- | ---------------------------------------------------------- | ---------------------- |
| 1                      | Osijek                 | TschechienJan Vildomec Pavel Schejbal Krystof Krsek | --                     | BulgarienAbdul-Aziz Kurdzi Yauheni Lamashevich Uladzislau Dzemesh | --                     | RusslandAnton Aristarchow Andrei Chilikov Alexander Petrov | --                     |

##### Juniorinnen
| 10 m Luftpistole | 10 m Luftpistole | 10 m Luftpistole     | 10 m Luftpistole | 10 m Luftpistole | 10 m Luftpistole | 10 m Luftpistole | 10 m Luftpistole |
| Nr.              | Wettbewerb       | Gold                 | Gold             | Silber           | Silber           | Bronze           | Bronze           |
| ---------------- | ---------------- | -------------------- | ---------------- | ---------------- | ---------------- | ---------------- | ---------------- |
| 1                | Osijek           | Şevval İlayda Tarhan | --               | Nadezhda Koloda  | --               | Lizi Kiladze     | --               |

| 10 m Luftpistole, Team | 10 m Luftpistole, Team | 10 m Luftpistole, Team                               | 10 m Luftpistole, Team | 10 m Luftpistole, Team                                       | 10 m Luftpistole, Team | 10 m Luftpistole, Team                                     | 10 m Luftpistole, Team |
| Nr.                    | Wettbewerb             | Gold                                                 | Gold                   | Silber                                                       | Silber                 | Bronze                                                     | Bronze                 |
| ---------------------- | ---------------------- | ---------------------------------------------------- | ---------------------- | ------------------------------------------------------------ | ---------------------- | ---------------------------------------------------------- | ---------------------- |
| 1                      | Osijek                 | RusslandNadezhda Koloda Iana Enina Anastasia Shadakh | --                     | UngarnKrisztina Panna Komaromi Miriam Jako Sára Ráhel Fábián | --                     | TürkeiŞevval İlayda Tarhan Yasemin Beyza Yilmaz Isil Kacar | --                     |

##### Mixed
| 10 m Luftpistole | 10 m Luftpistole | 10 m Luftpistole              | 10 m Luftpistole | 10 m Luftpistole                     | 10 m Luftpistole | 10 m Luftpistole                | 10 m Luftpistole |
| Nr.              | Wettbewerb       | Gold                          | Gold             | Silber                               | Silber           | Bronze                          | Bronze           |
| ---------------- | ---------------- | ----------------------------- | ---------------- | ------------------------------------ | ---------------- | ------------------------------- | ---------------- |
| 1                | Osijek           | Yana Chuchmarova Ihor Solovei | --               | Andrea Heckner Jonathan Niklas Mader | --               | Nadezhda Koloda Andrei Chilikov | --               |

#### Laufende Scheibe

##### Junioren
| 10 m laufende Scheibe | 10 m laufende Scheibe | 10 m laufende Scheibe | 10 m laufende Scheibe | 10 m laufende Scheibe | 10 m laufende Scheibe | 10 m laufende Scheibe | 10 m laufende Scheibe |
| Nr.                   | Wettbewerb            | Gold                  | Gold                  | Silber                | Silber                | Bronze                | Bronze                |
| --------------------- | --------------------- | --------------------- | --------------------- | --------------------- | --------------------- | --------------------- | --------------------- |
| 1                     | Osijek                | Aaro Juhani Vuorimaa  | --                    | Andreas Bergstroem    | --                    | Kris Grossheim        | --                    |

| 10 m laufende Scheibe Mixed | 10 m laufende Scheibe Mixed | 10 m laufende Scheibe Mixed | 10 m laufende Scheibe Mixed | 10 m laufende Scheibe Mixed | 10 m laufende Scheibe Mixed | 10 m laufende Scheibe Mixed | 10 m laufende Scheibe Mixed |
| Nr.                         | Wettbewerb                  | Gold                        | Gold                        | Silber                      | Silber                      | Bronze                      | Bronze                      |
| --------------------------- | --------------------------- | --------------------------- | --------------------------- | --------------------------- | --------------------------- | --------------------------- | --------------------------- |
| 1                           | Osijek                      | Danylo Danylenko            | --                          | Hovhannes Margaryan         | --                          | Aaro Juhani Vuorimaa        | --                          |

| 10 m laufende Scheibe, Team | 10 m laufende Scheibe, Team | 10 m laufende Scheibe, Team                            | 10 m laufende Scheibe, Team | 10 m laufende Scheibe, Team                     | 10 m laufende Scheibe, Team | 10 m laufende Scheibe, Team                        | 10 m laufende Scheibe, Team |
| Nr.                         | Wettbewerb                  | Gold                                                   | Gold                        | Silber                                          | Silber                      | Bronze                                             | Bronze                      |
| --------------------------- | --------------------------- | ------------------------------------------------------ | --------------------------- | ----------------------------------------------- | --------------------------- | -------------------------------------------------- | --------------------------- |
| 1                           | Osijek                      | UkraineDanylo Danylenko Roman Tovstopiat Denys Babliuk | --                          | RusslandEgor Spekhov Pavel Golubev Ian Eidenzon | --                          | UngarnFerenc Haris Filip Noel Gazda Marton Lengyel | --                          |

| 10 m laufende Scheibe Mixed, Team | 10 m laufende Scheibe Mixed, Team | 10 m laufende Scheibe Mixed, Team                      | 10 m laufende Scheibe Mixed, Team | 10 m laufende Scheibe Mixed, Team               | 10 m laufende Scheibe Mixed, Team | 10 m laufende Scheibe Mixed, Team                  | 10 m laufende Scheibe Mixed, Team |
| Nr.                               | Wettbewerb                        | Gold                                                   | Gold                              | Silber                                          | Silber                            | Bronze                                             | Bronze                            |
| --------------------------------- | --------------------------------- | ------------------------------------------------------ | --------------------------------- | ----------------------------------------------- | --------------------------------- | -------------------------------------------------- | --------------------------------- |
| 1                                 | Osijek                            | UkraineDanylo Danylenko Roman Tovstopiat Denys Babliuk | --                                | RusslandEgor Spekhov Pavel Golubev Ian Eidenzon | --                                | UngarnFerenc Haris Filip Noel Gazda Marton Lengyel | --                                |

## Medaillenspiegel
| Platz  | Land         | Gold | Silber | Bronze | Gesamt |
| ------ | ------------ | ---- | ------ | ------ | ------ |
| 01     | Russland     | 14   | 7      | 9      | 30     |
| 02     | Ukraine      | 7    | 6      | 1      | 14     |
| 03     | Finnland     | 2    | 1      | 2      | 5      |
| 04     | Tschechien   | 2    | 1      | —      | 3      |
| 05     | Deutschland  | 1    | 3      | 6      | 10     |
| 06     | Ungarn       | 1    | 2      | 5      | 8      |
| 07     | Italien      | 1    | 2      | 1      | 4      |
| 08     | Schweden     | 1    | 2      | —      | 3      |
| 09     | Dänemark     | 1    | 1      | 1      | 3      |
| 10     | Rumänien     | 1    | —      | 1      | 2      |
| 10     | Türkei       | 1    | —      | 1      | 2      |
| 12     | Polen        | 1    | —      | —      | 1      |
| 13     | Serbien      | —    | 2      | 1      | 3      |
| 14     | Bulgarien    | —    | 2      | —      | 2      |
| 15     | Armenien     | —    | 1      | 2      | 3      |
| 16     | Frankreich   | —    | 1      | 1      | 2      |
| 17     | Griechenland | —    | 1      | —      | 1      |
| 17     | Schweiz      | —    | 1      | —      | 1      |
| 19     | Österreich   | —    | —      | 1      | 1      |
| 19     | Georgien     | —    | —      | 1      | 1      |
| Gesamt | Gesamt       | 33   | 33     | 33     | 99     |